# نقش‌برجسته موری
نقش برجسته موری در شهرستان مسجد سلیمان، بخش اندیکا، دهستان چلو، ۱/۷ کیلومتری شرق روستای موری واقع شده و این اثر در تاریخ ۲۵ آبان ۱۳۸۷ با شمارهٔ ثبت ۲۳۷۷۲ به‌عنوان یکی از آثار ملی ایران به ثبت رسیده است.